# Ariel (Vorname)
Ariel ist ein männlicher und weiblicher Vorname.

## Herkunft und Bedeutung
Ariel ist ein hebräischer Vorname. Die Bedeutung ist nicht endgültig geklärt. Am wahrscheinlichsten ist die Bedeutung „Herd Gottes“.
Gelegentlich wird der Name auch mit der Vokabel אריה in Verbindung gebracht und mit „Löwe Gottes“ übersetzt. Dies gilt jedoch als Volksetymologie.
Der Name Arik ist neben anderen Bedeutungen auch eine Koseform von Ariel.

## Varianten (weiblich)
- Ariela
- Ariella
- Arielle

## Bekannte Namensträgerinnen
- Ariel Besse (1965–2022), französische Schauspielerin
- Ariel Durant (1898–1981), US-amerikanische Schriftstellerin
- Ariel Gade (* 1997), US-amerikanische Schauspielerin
- Ariel Hollinshead (1929–2019), US-amerikanische Krebsforscherin, Pharmakologin und Hochschullehrerin
- Ariel Kaplan (* 1994), australische Schauspielerin
- Ariel Lin (* 1982), eigentl. Lin Yi Chen, taiwanische Schauspielerin und Sängerin
- Ariel Rebel (* 1985), kanadische Pornodarstellerin
- Ariel Turner (* 1991), US-amerikanische Volleyball-Nationalspielerin
- Ariel Waller (* 1998), kanadische Kinder-Schauspielerin
- Ariel Winter (* 1998), US-amerikanische Nachwuchsschauspielerin und Sängerin

## Bekannte Namensträger

### Vorname
- Ariel Atias (Politiker) (* 1970), israelischer Politiker
- Ariel Atias (Leichtathlet) (* 1999), israelischer Leichtathlet
- Ariel Auslender (* 1959), deutscher Bildhauer argentinischer Herkunft
- Ariel Behar (* 1989), uruguayischer Tennisspieler
- Ariel Borysiuk (* 1991), polnischer Fußballspieler
- Ariel Cabral (* 1987), spanisch-argentinischer Fußballspieler
- Ariel Dorfman (* 1942), chilenischer Autor
- Ariel Farace (* 1982), argentinischer Schriftsteller
- Ariel Fernandez (* 1957), argentinisch-amerikanischer physikalischer Chemiker und pharmazeutischer Wissenschaftler
- Ariel Garcé (* 1979), argentinischer Fußballspieler
- Ariel Hernández (* 1972), kubanischer Boxer
- Ariel Ibagaza (* 1976), argentinischer Fußballspieler
- Ariel Jakubowski (* 1977), polnischer Fußballspieler
- Ariel Kenig (* 1983), französischer Schriftsteller und Dramaturg
- Ariel Lassiter (* 1994), costa-ricanisch-US-amerikanischer Fußballspieler
- Ariel Levy (* 1984), chilenischer Schauspieler
- Ariel Edgardo Torrado Mosconi (* 1961), argentinischer Geistlicher und römisch-katholischer Bischof von Nueve de Julio
- Ariel Muzicant (* 1952), Präsident der Israelitischen Kultusgemeinde Wien
- Ariel Ngueukam (* 1988), kamerunischer Fußballspieler
- Ariel Augusto Nogueira (1910–1990), brasilianischer Fußballspieler
- Ariel Ortega (* 1974), argentinischer Fußballspieler
- Ariel Panzer (* 1973), argentinischer Handballspieler
- Ariel Ramírez (1921–2010), argentinischer Komponist und Pianist
- Ariel Rubinstein (* 1951), israelischer Wirtschaftswissenschaftler
- Ariel Salas (* 1976), chilenischer Fußballspieler
- Ariel Scharon (1928–2014), israelischer Politiker
- Ariel Tatum (* 1984), Fußball- und Flag-Football-Spieler von den Cayman Islands
- Ariel Toaff (* 1942), italienischer Historiker und Lehrstuhlinhaber
- Ariel Uribe (* 1999), chilenischer Fußballspieler
- Ariel Vromen (* 1973), israelischer Regisseur, Drehbuchautor und Produzent
- Ariel Zeitoun (* 1945), französischer Filmproduzent, -regisseur und Drehbuchautor

### Zwischenname
- Sebastián Ariel Romero (* 1978), argentinischer Fußballspieler